# Edward Turner Bennett
Edward Turner Bennett (6 de gener del 1797 - 21 d'agost del 1836) fou un zoòleg i escriptor anglès.
Bennett nasqué a Hackney, i feu pràctiques de cirurgia, però el seu interès general sempre fou la zoologia. El 1822 intentà establir una societat d'entomologia, que més endavant esdevingué una societat de zoologia amb una connexió amb la Societat Linneana de Londres. Això, al seu torn, esdevingué l'origen de la Societat Zoològica de Londres, de la qual Bennett fou secretari entre el 1831 i el 1836.
Les seves obres inclouen The Tower Menagerie (1829) i The Gardens and Menagerie of the Zoological Society (1831). També escrigué, juntament amb G. T. Lay, la secció sobre peixos a Zoology of Beechey's Voyage (1839).